# Duszenie (obróbka żywności)

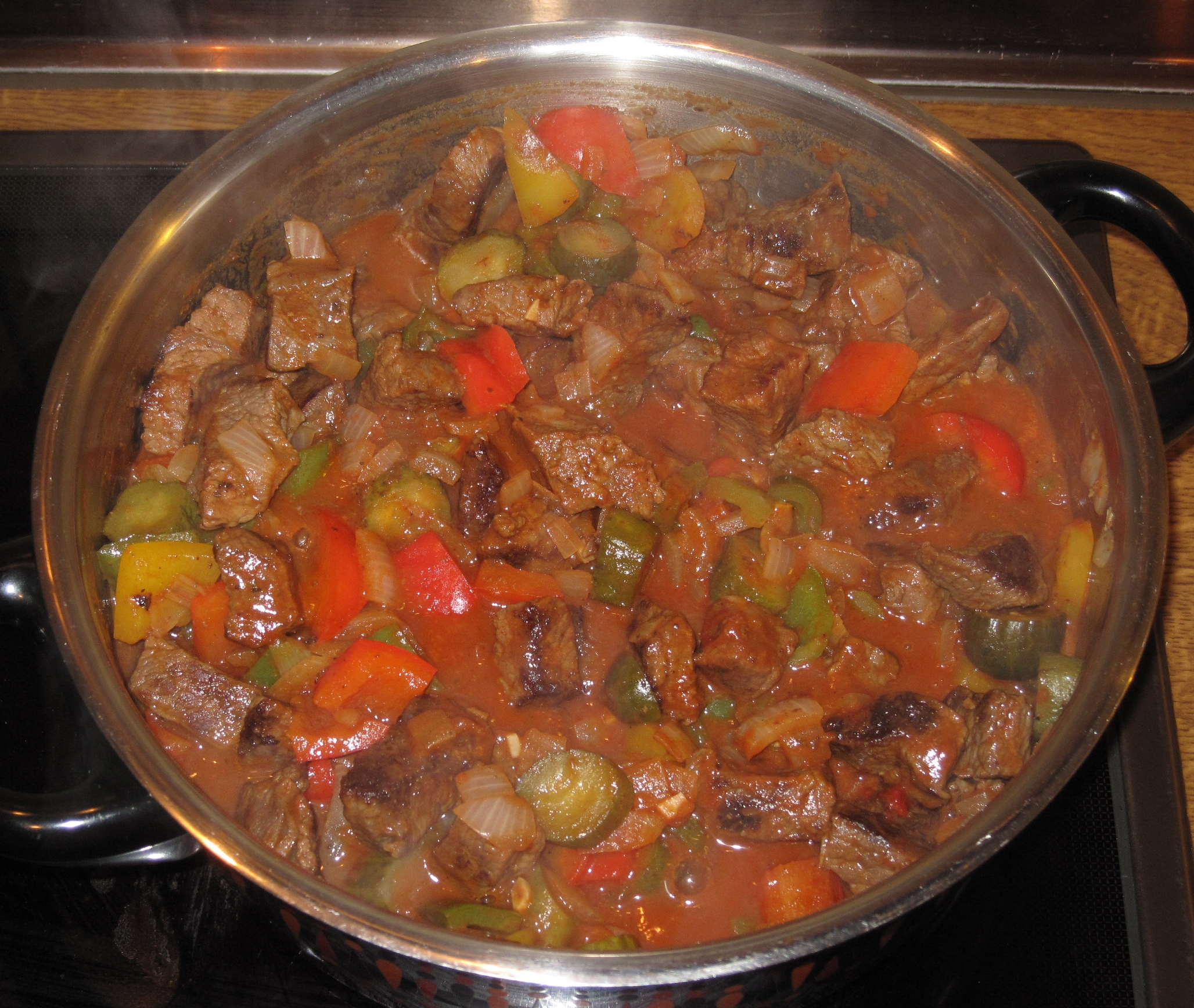
Duszenie

Duszenie – rodzaj obróbki cieplnej przebiegający dwojako:
- krótkie smażenie (obsmażanie) z gotowaniem w małej ilości wody;
- długotrwałe gotowanie w małej ilości wody i tłuszczu, bez obsmażania.

W obu przypadkach używa się naczyń z dopasowanymi pokrywami, zapobiegającymi szybkiemu ulatnianiu się pary. Przenika ona tkanki półproduktów, przyspieszając proces zmiękczania. W celu uzyskania potraw duszonych lżej strawnych, przeznaczonych dla chorych, stosuje się gotowanie w małej ilości wody z dodatkiem tłuszczu w szczelnie zamkniętym naczyniu bez wstępnego obsmażania.

## Obsmażanie
W pierwszym wariancie półprodukty obsmaża się najpierw na tłuszczu, a następnie gotuje pod przykryciem w małej ilości wody.
Obsmażanie ma na celu zrumienienie powierzchni (reakcja Maillarda) oraz wytworzenie substancji zapachowych, smakowych i barwnych. Powstająca podczas smażenia skórka sprawia, iż z potrawy nie wydostają się znaczne ilości wody, przez co np. duszone mięso nie staje się suche i twarde. Celem gotowania jest zmiękczenie i rozluźnienie tkanek. Obsmażanie produktów powoduje powstanie na ich powierzchni związków trudno strawnych.
W wariancie z obsmażaniem w pierwszym etapie proces ten przebiega w temperaturze 180 °C, a po dodaniu wody temperatura obniża się do ok. 100 °C.